# نهائي كأس فرنسا 2010
نهائي كأس فرنسا 2010 هي المباراة النهائية من منافسة كأس فرنسا 2009–10، أقيمت المباراة في 1 مايو 2010، في ملعب فرنسا، بين فريقي نادي موناكو، وباريس سان جيرمان، وفاز فيها باريس سان جيرمان، بعد أن هزم نادي موناكو، بنتيجة 0 - 1، وكان حكم المباراة Lionel Jaffredo ‏، وحضر المباراة 75000 شخصاً.

## تفاصيل المباراة
لعبت المباراة النهائية في 1 مايو 2010.
| نادي موناكو | 0 -1 | باريس سان جيرمان      |
| ----------- | ---- | --------------------- |
|             |      | غيوم هوارو 105 دقيقة' |